# Kollbrunn
Kollbrunn är den största orten i kommunen Zell i kantonen Zürich, Schweiz. 